# One & Two
One & Two là một bộ phim độc lập thể loại kỳ ảo, giật gân Mỹ năm 2015 do Andrew Droz Palermo đạo diễn kiêm viết kịch bản, có sự tham gia của Kiernan Shipka, Timothée Chalamet, Elizabeth Reaser và Grant Bowler. Thủ vai chính bởi Chalamet và Shipka, bộ phim kể về hai anh em ruột, những người sở hữu siêu năng lực dịch chuyển tức thời, sau khi mẹ đổ bệnh đã cùng khám phá ra những bí mật đen tối tồn tại trong gia đình mình.
One & Two lần đầu tiên ra mắt trên toàn cầu tại Liên hoan phim quốc tế Berlin vào ngày 9 tháng 2 năm 2015, sau đó được hãng IFC Midnight phát hành tại một số cụm rạp giới hạn và dưới dạng video theo yêu cầu vào ngày 14 tháng 8 năm 2015.

## Nội dung
Giữa thời hiện đại, một gia đình bốn người theo đạo Kitô sống yên bình trong một khu vực rộng lớn ngăn cách hoàn toàn với thế giới bên ngoài bằng một bức tường cao và vững chắc. Hai người con của gia đình, Eva và Zac, có khả năng dịch chuyển tức thời trong khoảng cách ngắn, miễn là họ phải tưởng tượng được ra trong đầu đích đến. Siêu năng lực này chỉ được hai anh em tận dụng vào việc chơi đùa: đuổi bắt nhau quanh trang trại và đi bơi ở chiếc hồ cách đó không xa. Tuy nhiên, người cha có tính tình hà khắc của họ, Daniel, nghiêm cấm hai anh em không được sử dụng siêu năng lực vì ông tin rằng đó là một điều dị thường. Mẹ của Eva và Zac, bà Elizabeth, mắc một căn bệnh lạ khi thường hay lên cơn động kinh và co giật mạnh đến mức không thở nổi. Daniel cho rằng vợ mình bị như vậy là do Chúa trừng phạt, bởi Eva và Zac đã cả gan dùng thứ năng lực kì lạ.
Một lần, Eva và Zac dùng năng lực để lẻn ra ngoài chơi lúc tối khuya, trong khi đó ở nhà Elizabeth lên cơn co giật suýt chết. Khi trở về, hai anh em liền bị Daniel trừng phạt bằng cách bắt họ úp mặt vào tường phòng ngủ của mỗi người và đóng đinh vai áo lên tường, nhằm ngăn Eva và Zac dịch chuyển tức thời. Elizabeth cứu hai đứa trẻ và chỉ trích Daniel. Eva bất chấp tiếp tục sử dụng sức mạnh của mình và rủ Zac đi cùng, nhưng anh từ chối. Cái chết của chú chim mà Eva cố dịch chuyển nó về tổ khi thấy nó bị thương, giúp cô phát hiện ra rằng nếu sử dụng năng lực này lên bất cứ ai, có thể khiến người đó nguy hiểm đến tính mạng.
Elizabeth cuối cùng đã qua đời vì căn bệnh lạ. Sau khi nhốt Zac vào tủ, Daniel tìm Eva, đổ mọi tội lỗi lên đầu con gái rồi đánh cô đến ngất xỉu. Ông che đầu con bằng một cái túi và thả cô trôi sông trên chiếc thuyền nhỏ. Tại khu mộ của gia tộc trong rừng, ông chôn một chiếc váy của Eva cạnh mộ của Elizabeth. Sau khi cho Zac ra khỏi tủ, Daniel nói với anh rằng Eva đã chết. Điều này làm Zac giận sôi người, anh đến khóc thương bên cạnh ngôi mộ của em gái. Eva trôi dạt đến một thị trấn gần đó, nơi cô được tìm thấy và đưa đến bệnh viện. Chật vật vì không quen với thế giới hiện đại bên ngoài, cô chạy trốn khỏi bệnh viện đến gầm cầu bên bờ sông. Ở đây Eva gặp ba người vô gia cư già tốt bụng, họ cho cô ăn bánh quy và đánh đàn ghita cho cô nghe bên đống lửa cho đến khi cảnh sát đến, khiến Eva trở nên sợ hãi và dịch chuyển tức thời đi mất. Lang thang trên phố, Eva gặp một cô bé trạc tuổi mình và được dẫn về một ngôi nhà chung dành cho các cô gái. Không ở lại được lâu, cô lại bỏ trốn và quyết định quay về với Zac. Dường như có một sợi dây liên kết vô hình giữa Eva và mảnh đất của gia đình khi cô có thể xác định chính xác vị trí của nó bằng việc dịch chuyển tức thời từng đoạn đường ngắn để trở về.
Ở nhà, Zac và Daniel sống lạnh nhạt. Người cha kể cho cậu con trai rằng khi xưa trên mảnh đất họ đang sinh sống vốn từng có một cộng đồng rất trù phú, nhưng bỗng những cái chết bất thường liên tiếp xảy ra, do đó chỉ còn lại gia đình họ. Sau đó hai người ẩu đả, Zac túm lấy Daniel và dịch chuyển ông tức thời mà không biết việc làm này sẽ dẫn tới hậu quả gì. Daniel chết ngay sau đó trước sự kinh hoàng của Zac. Sáng hôm sau, Eva về tới bên ngoài bức tường, dịch chuyển vào không trung và sau đó rơi xuống mặt đất bên trong. Khi Zac vừa chôn cất cha xong, anh nhìn thấy em gái. Họ chạy đến và ôm chặt lấy nhau. Hai anh em quyết định đốt bỏ ngôi nhà thời thơ ấu của họ như một sự khởi đầu mới.

## Diễn viên
- Kiernan Shipka vai Eva, em gái của Zac, 13 tuổi
- Timothée Chalamet vai Zac, 16 tuổi
- Elizabeth Reaser vai Elizabeth, mẹ của Eva và Zac, vợ của Daniel
- Grant Bowler trong vai Daniel, người cha tàn nhẫn của Eva và Zac, nhân vật phản diện chính

## Sản xuất
One & Two bắt đầu được đưa vào sản xuất từ ngày 21 tháng 7 năm 2014 ở North Carolina và hoàn thành vào ngày 17 tháng 8 năm 2014. Sau khi quá trình sản xuất bộ phim kết thúc, Kiernan Shipka, Timothée Chalamet, Elizabeth Reaser và Grant Bowler chính thức được công bố là các diễn viên chính của tác phẩm.

## Phát hành
One & Two được công chiếu lần đầu tiên trên toàn thế giới tại Liên hoan phim quốc tế Berlin vào ngày 9 tháng 2 năm 2015 và sau đó có mặt tại Liên hoan phim độc lập South by Southwest (SXSW) vào ngày 14 tháng 3 năm 2015. Không lâu sau khi bộ phim được công bố, IFC Midnight đã mua bản quyền phân phối cho tác phẩm. Ngày 22 tháng 6 năm 2015, One & Two xuất hiện tại Liên hoan phim quốc tế Edinburgh và tại Liên hoan phim kì ảo Berlin vào ngày 13 tháng 8 năm 2015. Bộ phim sau đó được phát hành tại rạp với số lượng giới hạn và dưới dạng video theo yêu cầu vào ngày 14 tháng 8 năm 2015.

## Đón nhận
One & Two thu về nhiều ý kiến trái chiều từ giới chuyên môn. Trên hệ thống tổng hợp kết quả đánh giá Rotten Tomatoes, bộ phim có tỷ lệ đánh giá tích cực là 44% dựa trên 16 nhận xét, với điểm trung bình là 5,39/10. Trên trang Metacritic, số điểm tác phẩm nhận được là 47/100 dựa trên đánh giá của 8 nhà phê bình, cho thấy "các đánh giá trái chiều hoặc ở mức trung bình".